# Ion Ursache
Ion Ursache (n. 4 ianuarie 1947) a fost  un deputat român în legislatura 1990-1992, ales în județul Covasna pe listele partidului FSN. Ion Ursache este căsătorit.

## Educație
- Facultatea de Construcții, Drumuri și Poduri

## Activitatea profesională
- Direcția județeană de drumuri și poduri  (1971-1984  Șef serviciu investiții)